# Monteparano
Monteparano (im lokalen Dialekt: Muntiparanu) ist eine südostitalienische Gemeinde (comune) mit 2295 Einwohnern (Stand 31. Dezember 2023) in der Provinz Tarent in Apulien. Die Gemeinde liegt etwa 15 Kilometer ostsüdöstlich von Tarent im Salento. Monteparano ist Teil der Unione dei Comuni di Montedoro.

## Geschichte
In den Jahren 1460/61 zerstörten die Truppen des Fürsten von Albanien, Georg Kastriota, genannt Skanderbeg, die „Casali“ (Plural von „Casale“; italienische Bezeichnung für ein Haus oder eine Häusergruppe auf dem Land) in der Provinz Tarent, deren Feudalherren mit dem Rebellen Giovanni Antonio Orsini del Balzo, letzter Fürst von Tarent, gegen den spanischen König von Neapel, Ferdinand I., aus dem Hause Aragon, verbündet waren.
Nach dem Sieg kehrte Skanderbeg mit einem Teil der Truppen in die Heimat zurück, während ein großer Teil der Truppen die Erlaubnis erhielt, sich in Apulien niederzulassen, wo sie „Albania Salentina“ (salentinisches Albanien) gründeten.

## Verkehr
Durch die Gemeinde führt die Strada Statale 7ter Appia.